# Kareen Guiock Thuram
Kareen Guiock, née le 2 octobre 1977, est une journaliste, présentatrice, chroniqueuse, chanteuse et rédactrice en chef française, travaillant à la radio et à la télévision. Elle exerce essentiellement sur M6 où elle présente notamment Le 12:45 entre 2012 et 2022, et depuis 2023 le magazine 66 minutes.
Elle est par ailleurs auteure-compositrice-interprète.
Mariée à l'ancien footballeur international et auteur Lilian Thuram, elle porte le nom de Kareen Guiock Thuram depuis août 2022.

## Biographie
Née en 1977 à Champigny-sur-Marne, Kareen Guiock passe sept années en Guyane durant son adolescence. Après son baccalauréat, elle obtient une maîtrise de Philosophie.
De 1996 à 1998, Kareen Guiock est la rédactrice en chef de Koktel Magazine. De 1998 à 1999, elle est chroniqueuse et assistante de production de l'émission Couleurs tropicales sur RFI. De 2000 à 2003, elle présente les Flash Actu Info Trafic sur Autoroute FM. En 2001, Kareen Guiock entre à la rédaction du magazine de M6 Turbo  où elle est également chroniqueuse. Elle est alors la seule femme exerçant à la rédaction de cette émission. En 2005, elle est chroniqueuse dans l'emission Tendances Ô sur la chaîne France Ô[réf. nécessaire]. Elle anime de 2007 à 2010, une émission de radio libre intitulée Laisse parler les gens sur Tropiques FM.
En 2010, elle collabore aux journaux télévisés de M6, où elle tient la chronique consacrée aux questions des internautes en fin de JT, Expliquez-nous. De la mi-juillet à la mi-août 2011, Kareen Guiock remplace Xavier de Moulins, à la présentation du journal du soir sur M6, Le 19:45,.
En mars 2012, Kareen Guiock participe au Rallye Aïcha des Gazelles avec Juliette Fiévet.
En août 2012, elle remplace Aïda Touihri à la présentation du journal de la mi-journée Le 12:45 du lundi au vendredi sur M6.
En 2012, toujours, elle devient ambassadrice de l'Association pour l'information et la prévention de la drépanocytose (A.P.I.P.D.)[réf. nécessaire].
En 2014, elle présente l'émission La plus belle région de France pendant plusieurs semaines le jeudi soir en prime time sur M6[réf. nécessaire].
Depuis 2015, elle est en couple avec l'ancien footballeur français, et ancien de l'équipe championne du monde 1998, Lilian Thuram, rencontré en 2013. Leur mariage est célébré en 2022 à l'hôtel de ville et au château de Fontainebleau.
En novembre 2017, Kareen Guiock participe à la première édition du Gazelles and Men Rally. Dans le sud marocain, elle est la navigatrice de son collègue et ami Safet Rastoder, co-présentateur de Turbo sur M6,.
En décembre 2022, elle annonce faire une pause dans ses activités de présentatrice sur M6 afin de se consacrer à la musique et à la sortie de son album dédié à la chanteuse Nina Simone. Elle est remplacée par Nathalie Renoux mais est pressentie pour revenir à l’antenne fin 2023. Puis, après quelques mois à se consacrer pleinement à sa carrière musicale, la journaliste annonce qu'elle succèdera à Xavier de Moulins à la présentation du 66 minutes le dimanche soir, à partir de la rentrée 2023.
Depuis 2023, elle présente également Le 19:45 en tant que joker semaine de Xavier de Moulins et Florence de Soultrait.

## Synthèse de ses activités médiatiques

### Radio
- 1998-1999 : Couleurs tropicales sur RFI : chroniqueuse et assistante de production
- 2000-2003 : Flash Actu info trafic sur Autoroute FM : présentatrice
- 2007-2010 : Laisse parler les gens sur Tropiques FM : animatrice.

### Télévision
- 2001-2009 : Turbo (M6) : rédactrice en chef et chroniqueuse
- 2001 : Grand stade (CFI-TV) : présentatrice
- 2001 : Festival de hip-hop franco-allemand (Arte) : présentatrice
- 2005 : chroniqueuse sur France Ô[réf. nécessaire]
- 2010 : Journaux de M6 : chroniqueuse
- 2011, depuis 2023 : Le 19:45 (M6) : présentatrice remplaçante (en semaine)
- De 2012 à 2022 : Le 12:45 (M6) : présentatrice
- 2014 : La plus belle région de France (M6) : présentatrice
- 2019 : Vendredi tout est Claudia Tagbo (TF1) : participante
- 2022 : Pionnières (6play) : rédactrice et présentatrice
- 2022 : Un jour, un doc (M6) : présentatrice
- 2022 : Tout le monde chante : Les stars relèvent le défi (W9) : participante.
- Depuis 2023 : 66 minutes (M6) : présentatrice

## Activités artistiques

### Musique
Kareen Guiock est également autrice-compositrice-interprète. Elle fait régulièrement des concerts, interprétant des titres d'artistes célèbres ou ses propres compositions.
En 2003, elle écrit plusieurs textes sur l'album À la vie de la chanteuse Saya.
En 2009, elle entame une tournée avec le chanteur Dominique Panol et enregistre un duo avec lui O comba dont elle a écrit le texte, pour l'album Son sé lov sorti en 2010.
En 2011, c'est sur l'album du bassiste guadeloupéen, Thierry Fanfant, qu'on la retrouve. Elle y interprète L'écorce dont elle a également écrit les paroles.
En 2023, elle reprend des standards de la chanteuse américaine Nina Simone, sort, en avril, un album simplement intitulé Nina, composé de 11 titres et d'interludes parlés, et est en concert en mai au Café de la Danse.

### Cinéma
Kareen Guiock joue son propre rôle dans le film Tout simplement noir de Jean-Pascal Zadi, sorti en salle le 7 juillet 2020, dans lequel son compagnon Lilian Thuram fait également une apparition.